# چفد بستو

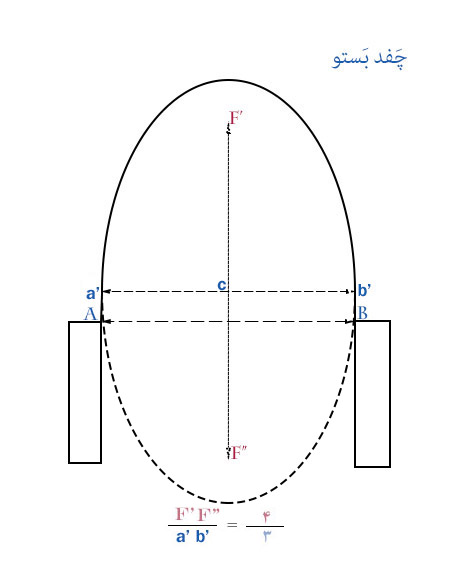
روش رسم چفد بستو

چَفد بَستو یا بیزتیز یا «قوس بیضی تیز» نوعی چفد بیضی شکل با فاصله کانونی زیاد (تیز) است که از دیرباز در ساخت طاق و گنبد در معماری ایرانی کاربرد داشته‌است. نسبت فاصله کانونی به دهانه آن ۴ به ۳ است.

## منابع
